# Nikola Jestratijević
Nikola Jestratijević, né le 9 juillet 1976 à Zemun, dans la République socialiste de Serbie, est un joueur serbe de basket-ball, évoluant au poste de pivot. 

## Carrière

### Palmarès
- Vainqueur de l'euroligue 2000-2001 avec la Virtus Bologne